# The Cost (film 1920)
The Cost è un film muto del 1920 diretto da Harley Knoles. Prodotto dalla Famous Players-Lasky Corporation, aveva come interpreti Violet Heming (nel ruolo principale, quello di Pauline), affiancata da Edwin Mordant, Jane Jennings, Ralph Kellard, Edward Arnold, Clifford Grey, Carlotta Monterey, Aileen Savage, Warburton Gamble, Florence McGuire, Julia Hurley, Arnold Lucy, Marjorie Manning.

## Trama
John Dumont è un donnaiolo inveterato ma Pauline Gardner, la sua innamorata, è decisa a riportarlo sulla retta via. Nonostante la contrarietà di suo padre, che avversa quel matrimonio, Pauline e John si sposano. Ma lui, ben presto, ricade nelle vecchie abitudini: la giovane moglie, avendolo beccato insieme a un'altra donna, delusa, lo pianta, ritornando a casa dei suoi, nel West. John, dopo qualche tempo, viene messo a capo di un trust che cerca di prendere il controllo di uno stato nel quale si stanno per tenere le elezioni di governatore alle quali partecipa Hampton Scarborough, ex corteggiatore di Pauline. I piani di John, però, non hanno successo. Pauline, intanto, ha scoperto che suo marito ha avuto una relazione anche con la sua migliore amica, Leonora Fanshaw, il cui marito sta progettando di vendicarsi di Dumont rovinandolo finanziariamente. Pauline lo salva ma lo stress strema John, che ha un attacco e muore. Dopo la sua morte, Pauline ritorna da Scarborough e lo sposa.

## Produzione
Il film fu prodotto dalla Famous Players-Lasky Corporation. La sceneggiatura di Clara S. Beranger si basa sull'omonimo romanzo di David Graham Phillips pubblicato ad Indianapolis nel 1904.

## Distribuzione
Il copyright del film, richiesto dalla Famous Players-Lasky Corp., fu registrato il 28 febbraio 1920 con il numero LP14812.
Distribuito dalla Paramount-Artcraft Pictures e presentato da Adolph Zukor, il film uscì nelle sale cinematografiche statunitensi l'11 aprile 1920.
Non si conoscono copie ancora esistenti della pellicola che viene considerata presumibilmente perduta.